# Liste der Biografien/Schmidt, I
Liste der Biografien |
Portal Biografien |
I Personensuche
# |
A |
B |
C |
D |
E |
F |
G |
H |
I |
J |
K |
L |
M |
N |
O |
P |
Q |
R |
S |
T |
U |
V |
W |
X |
Y |
Z |
?
 
Sa |
Sb |
Sc |
Sd |
Se |
Sf |
Sg |
Sh |
Si |
Sj |
Sk |
Sl |
Sm |
Sn |
So |
Sp |
Sq |
Sr |
Ss |
St |
Su |
Sv |
Sw |
Sy |
Sz
 
Sca–Sce |
Sch |
Sci–Scz
 
Scha |
Schc |
Schd |
Sche |
Schg |
Schi |
Schj |
Schk |
Schl |
Schm |
Schn |
Scho |
Schp |
Schr |
Schs |
Scht |
Schu |
Schv |
Schw |
Schy
 
Schma |
Schme |
Schmi |
Schmo |
Schmu |
Schmy
 
Schmic |
Schmid |
Schmie |
Schmig |
Schmik |
Schmil |
Schmin |
Schmir |
Schmis |
Schmit
 
Schmida |
Schmidb |
Schmide |
Schmidf |
Schmidg |
Schmidh |
Schmidi |
Schmidj |
Schmidk |
Schmidl |
Schmidm |
Schmidp |
Schmidr |
Schmids |
Schmidt |
Schmid, A |
Schmid, B |
Schmid, C |
Schmid, D |
Schmid, E |
Schmid, F |
Schmid, G |
Schmid, H |
Schmid, I |
Schmid, J |
Schmid, K |
Schmid, L |
Schmid, M |
Schmid, N |
Schmid, O |
Schmid, P |
Schmid, R |
Schmid, S |
Schmid, T |
Schmid, U |
Schmid, V |
Schmid, W |
Schmid, Y
 
Schmidt, A |
Schmidt, B |
Schmidt, C |
Schmidt, D |
Schmidt, E |
Schmidt, F |
Schmidt, G |
Schmidt, H |
Schmidt, I |
Schmidt, J |
Schmidt, K |
Schmidt, L |
Schmidt, M |
Schmidt, N |
Schmidt, O |
Schmidt, P |
Schmidt, R |
Schmidt, S |
Schmidt, T |
Schmidt, U |
Schmidt, V |
Schmidt, W |
Schmidt, Y |
Schmidtb |
Schmidtc |
Schmidte |
Schmidtg |
Schmidth |
Schmidti |
Schmidtk |
Schmidtl |
Schmidtm |
Schmidtn |
Schmidts
Die Liste der Biografien führt alle Personen auf, die in der deutschsprachigen Wikipedia einen Artikel haben. Dieses ist eine Teilliste mit 15 Einträgen von Personen, deren Namen mit den Buchstaben „Schmidt, I“ beginnt.

## Schmidt, I

### Schmidt, Il
- Schmidt, Ilse (1892–1964), deutsche Politikerin (DDP, CDU)

### Schmidt, In
- Schmidt, Ina (* 1973), deutsche Kulturwissenschaftlerin und Philosophin
- Schmidt, Ines (* 1960), deutsche Politikerin (Die Linke), MdA
- Schmidt, Inga (1928–2001), deutsche Juristin und Richterin am Bundesverwaltungsgericht
- Schmidt, Inge (1909–1997), deutsche Schauspielerin und Theaterregisseurin
- Schmidt, Ingo (1932–2020), deutscher Wirtschaftswissenschaftler
- Schmidt, Ingrid (1945–2023), deutsche Schwimmerin
- Schmidt, Ingrid (* 1955), deutsche Juristin und Präsidentin des Bundesarbeitsgerichts
- Schmidt, Inka-Gabriela (* 1959), deutsche Schriftstellerin und Mediengestalterin

### Schmidt, Ir
- Schmidt, Irmin (* 1937), deutscher Musiker und KomponistIrmin Schmidt (* 1937)

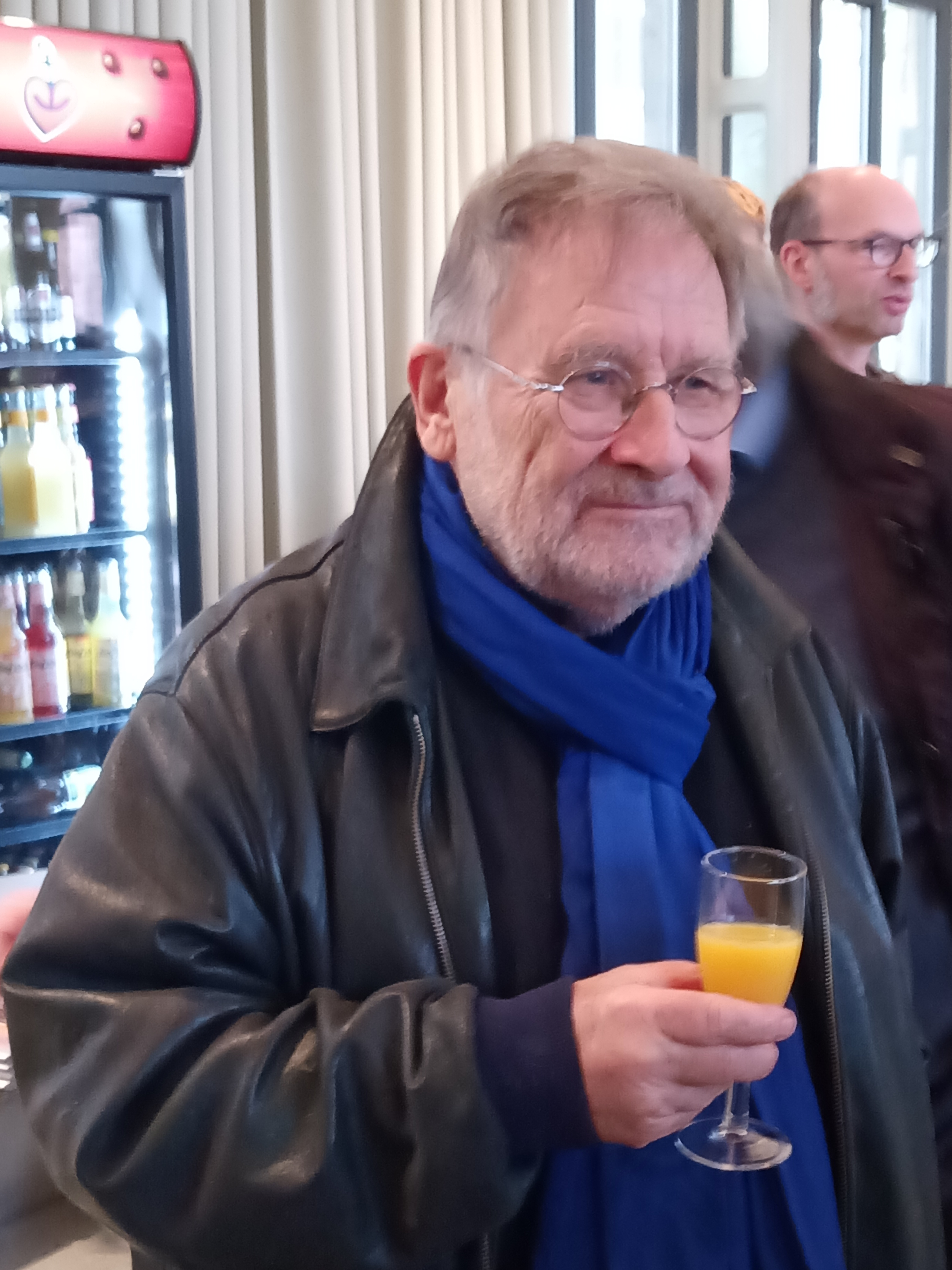
Irmin Schmidt (* 1937)

### Schmidt, Is
- Schmidt, Isaac (* 1999), Schweizer Fussballspieler
- Schmidt, Isaak Jakob (1779–1847), deutscher Kalmückenforscher, Mongolist, Tibetologe und Buddhologe
- Schmidt, Isabell (* 1989), deutsche Popsängerin
- Schmidt, Isabelle (* 1972), deutsche Schauspielerin, Voice-over- und Synchronsprecherin
- Schmidt, Isak (1887–1947), grönländischer Landesrat